# 蟠桃 (地名)
蟠桃，是臺灣苗栗縣頭份市的一個傳統地域名稱，位於該市西北部。相較於今日行政區，其範圍大致包括蟠桃里、中興里、成功里、建國里、山下里、文化里、合興里、後庄里。

## 歷史
台灣清治末期至日治初期，蟠桃地區為一街庄，稱為「蟠桃庄」，隸屬於竹南一堡。該庄北與大埔庄為鄰，東與興隆庄為鄰，南邊為頭份庄、田藔庄、三角店庄，西邊為營盤邊庄。
1901年（日治明治三十四年）11月，全台廢縣廳改設二十廳，該庄隸屬於新竹廳。1909年（明治四十二年）10月，合併二十廳為十二廳，該庄隸屬不變。1920年（大正九年），廢十二廳改設五州二廳，該庄改制並雅化為「蟠桃」大字，隸屬於新竹州竹南郡頭分庄，大字下有「蟠桃」、「後庄」、「山下」小字名。1940年6月，頭分庄升格為頭分街。
戰後頭分街改制並改名為頭份鎮，隸屬於新竹縣，大字亦改制為里。1950年桃、竹、苗分治，頭份鎮改隸屬於苗栗縣。2015年10月，因人口超過10萬，頭份鎮升格為頭份市。

## 聚落
本地區發展較早的聚落有後庄、山下排（山下）、四份頭、蟠桃、上山下、山下等，在日治期初期的官方地圖上已有記載。此外，本地區尚有後湖、仁愛新村、何厝等聚落。

## 交通
省道台1線（中華路）又稱「縱貫公路」，是台北至屏東楓港的傳統平面幹道，大致先以東北東—西南西走向轉東北—西南走向經過蟠桃地區東部。由該道路向東北東轉北北西可前往香山、新竹、竹北等地，向西南可前往頭份市區、後龍、通霄、苑裡等地。
省道台13線（公義路、永貞路三段～二段）是香山內湖至豐原的幹道，大致以東北—西南走向轉縱向經過本地區西部邊界地帶。由該道路向東北轉北可前往香山內湖並止於省道台1線路口，向南可前往造橋赤崎仔、頭屋、苗栗、銅鑼等地。

## 學校
- 頭份國中
- 建國國中
- 后庄國小
- 建國國小
- 信義國小
- 蟠桃國小

## 產業
- 頭份工業區（小部分）